# Rubén Duarte (meksykański piłkarz)
Rubén Duarte Casillas (ur. 1 kwietnia 1967 w Guanajuato) – meksykański piłkarz występujący na pozycji obrońcy, trener piłkarski.